# Herman Klein
Herman Klein, alla nascita Hermann Klein (Norwich, 23 luglio 1856 – Londra, 18 marzo 1934), è stato un critico musicale, musicista e insegnante inglese. I famosi fratelli di Klein erano Charles e Manuel Klein. La sua seconda moglie era la scrittrice Kathleen Clarice Louise Cornwell e uno dei loro figli era la scrittrice Denise Robins.

## Biografia

### Vita privata
Klein nacque a Norwich, nel Norfolk, Anglia orientale, in Inghilterra, figlio di Hermann Klein senior e sua moglie Adelaide (nata Soman). Pare che il vecchio Klein sia emigrato da Riga, Lettonia, allora parte dell'Impero russo e abbia ospitato una grande comunità di Tedeschi del Baltico, ebrei come i Klein. Una volta a Norwich, suo padre divenne professore di lingue straniere alla King Edward VI Grammar School e sua madre insegnava danza. I cinque fratelli minori di Klein erano Max, violinista, Charles, drammaturgo, Manuel, compositore, Alfred, attore e Filippo. Avevano una sorella, Adelaide. Era lo zio del produttore Philip Klein (1888-1935).
Sebbene il suo nome fosse spesso scritto "Hermann" fino alla prima guerra mondiale, egli "disapprovava ogni pronuncia straniera ed era orgoglioso della sua cittadinanza ed educazione britannica". Le attività musicali di Norwich, in particolare il Festival e i servizi della Cattedrale, lo avevano colpito fin da ragazzo. Fu educato a Norwich e più tardi a Londra.
Klein si sposò tre volte. La sua prima moglie era Emily May Brown, una ballerina, con la quale ebbe una figlia, Sibyl Klein, che divenne attrice; divorziarono. Il 19 febbraio 1890 sposò una ereditiera diciassettenne di origine australiana, Kathleen Clarice Louise Cornwell, in seguito una scrittrice popolare, nella sinagoga di West London. Tra i loro figli ci furono due scrittori: Adrian Bernard L. Klein (1892-1969), che cambiò il suo nome in Adrian Cornwell-Clyne e scrisse libri di fotografia e cinematografia e Denise Naomi Klein (1897-1985), che sotto il suo primo nome da sposata, Denise Robins, divenne una romanziera romantica di successo e fu la prima presidente della Romantic Novelists' Association (1960-1966). Anche sua figlia, Patricia Robins, è una scrittrice di romanzi d'amore con il nome di Claire Lorrimer. Klein e Kathleen Clarice ebbero un altro figlio, Daryl Kleyn (nato nel 1894). Durante il loro matrimonio, Kathleen Clarice iniziò una relazione con un giovane, Herbert Arthur Berkeley Dealtry (nato nel 1878), che era un ufficiale del reggimento di Worcestershire. Quando Klein se ne accorse, presentò una richiesta di divorzio, che fu concessa nel dicembre 1901. Era ancora affiliato con la Sinagoga di West London nel 1901, l'anno del suo divorzio e la sua partenza per New York. La terza moglie di Klein fu Helene Fox, di Boston, Massachusetts, una praticante del Cristianesimo scientista, che sposò nel 1905.
Klein morì a Londra all'età di 77 anni.

### Carriera
Per tredici anni Klein fu insegnante di canto presso la Guildhall School of Music di Londra e formò anche privatamente molti cantanti professionisti. Scrisse canzoni e brevi lavori per pianoforte. Nel 1874 tornò temporaneamente a Norwich per aiutare la madre malata. Quell'anno Manuel Garcia si trasferì nella stessa casa di Klein al n. 1 di Bentinck Street a Londra. Klein divenne suo allievo per quattro anni e fu strettamente legato a lui per altri sei anni. L'amicizia divenne un'esperienza trasformativa per Klein, che avrebbe ricordato Garcia e le  sue regole sul canto in molti dei suoi scritti durante la sua vita. Aiutò a revisionare il libro di Garcia sul suo metodo di canto, pubblicato in inglese nel 1872, in seguito rivisto da Klein e pubblicato come Hints on Singing (Suggerimenti sul canto) nel 1894.
Nel 1876 Klein intraprese la carriera di giornalista musicale. Iniziò a scrivere per The Examiner nel 1879, poi per The Sunday Times (1881-1901), The Illustrated London News, The Citizen, e per il Lady's Pictorial. Fu per molti anni corrispondente musicale di The Manchester Guardian e The Scotsman e contribuì anche in modo prolifico a The Musical Times.
Dal 1901 al 1909 visse a New York, dove scrisse per il The New York Herald, insegnò canto e fu fondatore e primo presidente dell'Associazione nazionale degli insegnanti di canto. Fu uno dei primi critici a rendersi conto dell'importanza del grammofono. Fu nominato "consulente musicale" alla Columbia Records nel 1906 a New York ed ebbe il merito di far conoscere David Bispham, Anton van Rooy, Lillian Blauvelt e Ruth Vincent ed altri nello studio di registrazione. Klein alla fine arrivò ad avere una visione sfavorevole della vita musicale americana e tornò in Gran Bretagna nel maggio del 1909, continuando a insegnare e scrivere. Scrisse oltre una mezza dozzina di libri su musica e cantanti, oltre a traduzioni inglesi di opere e canzoni artistiche. Nel 1924 iniziò a scrivere per The Gramophone e fu incaricato delle recensioni delle opere, oltre a contribuire con un articolo mensile sul canto, da allora fino alla sua morte.
Tra le sue altre attività, Klein elencava "Inventore del metodo fono-vocale per imparare a cantare con l'aiuto di un grammofono" e "Grande Organista Passato della Gran Loggia dei Frammassoni". Fu membro del Circolo dei Critici, di cui è stato presidente e anche presidente del suo comitato musicale.

## Pubblicazioni
Oltre a pubblicare diversi libri contenenti la sua critica o commenti musicali, in cui lasciò "immagini vivide dei grandi cantanti la cui arte aveva studiato a teatro", Klein tradusse anche diverse opere, tra cui Carmen e poesie di oltre settanta canzoni di Schubert, Schumann e Brahms. Era un'autorità assoluta su Gilbert e Sullivan, avendo conosciuto bene da giovane Arthur Sullivan e lavorato con lui su alcune commesse musicali. Klein si diede da fare per Sullivan per fornire la musica di scena per la produzione di Henry Irving del 1889 di Macbeth. Successivamente contribuì con articoli su Gilbert e Sullivan sul Gramophone. Per The Musical Times ha scritto su argomenti tra cui Music Festivals, la Royal Albert Hall, la Royal Choral Society, Camille Saint-Saëns, Richard Wagner e Nellie Melba.

### Libri
- Musical notes: annual critical record of important musical events, Londra, Carson and Comerford, 1887–1890. 4 volumi.
- Manuel Garcia, Hints on Singing, a cura di Herman Klein, Londra, Ascherberg, Hopwood and Crew (New and rev.), 1894.
- Thirty Years of Musical Life in London, 1870–1900, New York, Century, 1903.
- The Hermann Klein phono-vocal method: based upon the famous School of Manuel Garcia, New York: E. Schuberth; Londra: E. Ascherberg, 1909.
- Unmusical New York; a brief criticism of triumphs, failures, & abuses, Londra, New York, John Lane, 1910.
- The Reign of Patti, New York, The Century Co., 1920.
- The bel canto, with particular reference to the singing of Mozart, Londra, Oxford University Press, H. Milford, 1923.
- Musicians and Mummers, Londra, Cassell, 1925.
- Great Woman-Singers of My Time, Londra, Routledge, 1931.
- The Golden Age of Opera, Londra, G. Routledge & Sons, 1933.
- Herman Klein and The Gramophone, ed. con una nota biografica di William R. Moran, Portland, Oregon, Amadeus Press, 1990, ISBN 0-931340-18-7. Raccolta di articoli da The Gramophone